# Gerard III van Metz
Gerard III van Metz (circa 993 - 1045) was van 1033 tot aan zijn dood graaf van Metz en Bouzonville. Hij behoorde tot het huis Lotharingen.

## Levensloop
Gerard III was een zoon van graaf Adalbert II van Metz uit diens huwelijk met Judith van Öhningen, kleindochter van graaf Liudolf van Saksen.
In 1033 volgde hij zijn vader op als graaf van Metz en Bouzonville, hetgeen hij bleef tot aan zijn overlijden omstreeks 1045. 
Gerard was de vader van hertogen Adalbert (overleden in 1048) en Gerard van Lotharingen (overleden in 1070). 